# Kanuslalom-Weltmeisterschaften 1949
Die Kanuslalom-Weltmeisterschaften 1949 fanden in Genf in der Schweiz statt. 

## Ergebnisse

### Einer-Kajak
Männer:
| Platz | Land | Sportler          |
| ----- | ---- | ----------------- |
| 1     | AUT  | Othmar Eiterer    |
| 2     | AUT  | Hans Frühwirth    |
| 3     | SUI  | Werner Zimmermann |

Frauen:
| Platz | Land | Sportler          |
| ----- | ---- | ----------------- |
| 1     | AUT  | Heidi Pilwein     |
| 2     | AUT  | Fritzi Schwingl   |
| 3     | AUT  | Gerti Pertlwieser |

### Einer-Kajak-Mannschaft
Männer:
| Platz | Land | Sportler                                  |
| ----- | ---- | ----------------------------------------- |
| 1     | SUI  | Werner Zimmermann Jean Engler Eduard Kunz |
| 2     | AUT  | Josef Danek Hans Frühwirt Rudolf Pilwein  |
| 3     | TCH  | Jiří Valeš Bohuslav Fiala Alvin Jeschke   |

Frauen:
| Platz | Land | Sportler                                        |
| ----- | ---- | ----------------------------------------------- |
| 1     | AUT  | Gerti Pertlwieser Heidi Pilwein Fritzi Schwingl |
| 2     | SUI  | Marie Fromaigeat Elsa Oderholz Janine Maulet    |

### Einer-Canadier
Männer:
| Platz | Land | Sportler         |
| ----- | ---- | ---------------- |
| 1     | FRA  | Pierre d’Alençon |
| 2     | FRA  | Paul Huguet      |
| 3     | TCH  | Jan Brzák-Felix  |

### Einer-Canadier-Mannschaft
Männer:
| Platz | Land | Sportler                                      |
| ----- | ---- | --------------------------------------------- |
| 1     | FRA  | Pierre d’Alençon Paul Huguet Marcel Renaud    |
| 2     | TCH  | Jan Brzák-Felix Bohuslav Karlík Jiří Purchart |

### Zweier-Canadier
Männer:
| Platz | Land | Sportler                          |
| ----- | ---- | --------------------------------- |
| 1     | FRA  | Michel Duboille / Jacques Rosseau |
| 2     | FRA  | Claude Neveu / Roger Paris        |
| 3     | TCH  | Jan Brzák-Felix / Bohumil Kudrna  |

### Zweier-Canadier-Mannschaft
Männer:
| Platz | Land | Sportler                                                                                  |
| ----- | ---- | ----------------------------------------------------------------------------------------- |
| 1     | FRA  | Michel Duboille / Jacques Rosseau René Gavinet / Simon Gavinet Claude Neveu / Roger Paris |
| 2     | TCH  | Jan Brzák-Felix / Bohumil Kudrna Miroslav Drastík / Václav Nič Karel Koníček / Jan Šulc   |

## Medaillenspiegel
| Platz  | Land             | Gold | Silber | Bronze | Gesamt |
| ------ | ---------------- | ---- | ------ | ------ | ------ |
| 1      | Frankreich       | 4    | 2      | —      | 6      |
| 2      | Österreich       | 3    | 3      | 1      | 7      |
| 3      | Schweiz          | 1    | 1      | 1      | 3      |
| 4      | Tschechoslowakei | —    | 2      | 3      | 5      |
| Gesamt | Gesamt           | 8    | 8      | 5      | 21     |